# Ligamentum palpebrale mediale

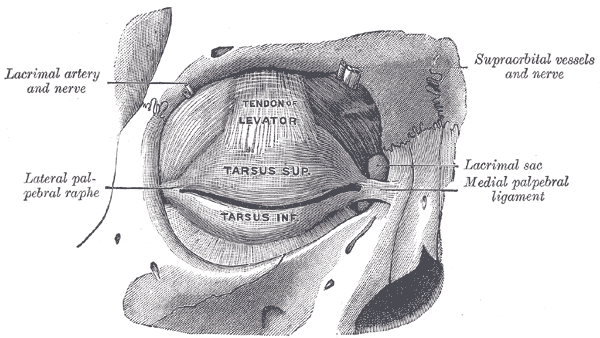
Lidknorpel und Lidbänder

Das Ligamentum palpebrale mediale (inneres Lidband) ist ein Band im Bereich der Augenhöhle. Das innere Lidband entspringt am Lidgerüst (Tarsus palpebrae). Sein vorderer Schenkel setzt an der Crista lacrimalis anterior des Stirnfortsatzes des Oberkiefers an, sein rückenseitiger an der Crista lacrimalis posterior des Tränenbeins. Beide Schenkel umgeben den in der Fossa sacci lacrimalis liegenden Tränensack. Vom inneren Lidband entspringt die Pars palpebralis des Musculus orbicularis oculi.